# Yves Larock
Yves "Larock'" Cheminade ( Neuchâtel, Suíça, 1977- ) é um  DJ, cantor e produtor musical suiço. É membro dos Africanism All Stars.

## Biografia
Seu single "Rise Up" teve grande sucesso por todo o mundo, tendo atingido o 1º lugar de vendas em Malta, onde ocupou a primeira posição durante várias semanas[carece de fontes?].

## Discografia

### Singles
- 2004 "Aiaka"
- 2004 "Zookey"
- 2005 "Red Dragon"
- 2005 "Yves Larock EP"
- 2005 "Vibenight"
- 2005 "Zookey (Lift Your Leg Up)"
- 2006 "Losing Track of Time"
- 2006 "Energia!"
- 2006 "Something on Your Mind"
- 2007 "Attack of the Firebird"
- 2007 "Rise Up"
- 2008 "By Your Side"
- 2008 "Say Yeah"
- 2008 "Children of the Sun"
- 2009 "Sunshine Behind"
- 2009 "I Want More"

### Remixes
- 2005 Dub Deluxe - "Sex on Sax"
- 2006 Major Boys vs. Kim Wilde - "Friday Night Kids"
- 2006 Tune Brothers  - "Serenata"